# Толстой, Николай Александрович (1849)
Граф Николай Александрович Толстой (29 ноября [11 декабря] 1849 — 9 [21] февраля 1900, Ницца) — представитель средней ветви графского рода Толстых, самарский уездный предводитель дворянства, официальный отец писателя А. Н. Толстого.

## Биография
Родился в семье подпоручика графа Александра Петровича Толстого (1821—1867) и богатой поволжской помещицы Александры Васильевны Устиновой (1830—1901). Его отец приходился троюродным братом обер-прокурору, министру внутренних дел Д. А. Толстому и историку М. В. Толстому, а также четвероюродным братом писателям А. К. Толстому и Л. Н. Толстому.
Николай Александрович воспитывался в училище правоведения и затем в Николаевском кавалерийском училище; в 1868 году был произведён в корнеты и выпущен в лейб-гвардии Гусарский полк. Однако вскорости за «буйный» характер он был исключён из полка и лишён права жить в обеих столицах.
В 1873 году женился на Александре Леонтьевне Тургеневой, будущей писательнице. В том же году отставной гвардии поручик Толстой на публике нецензурно оскорбил самарского губернатора Фёдора Климова. По высочайшему повелению граф Толстой был выслан из Самары в Кинешму под надзор полиции. Благодаря хлопотам родственников он пробыл в ссылке лишь полгода, после чего смог опять вернуться в общество.
В 1881 году граф Толстой был избран самарским уездным предводителем дворянства. Он занимал этот пост шесть трёхлетних сроков подрядов.
В семейной жизни Толстой был груб и ревнив, однажды даже стрелял в жену, но промахнулся. В мае 1882 года Александра Леонтьевна Толстая, будучи на втором месяце беременности, сбежала от мужа в уездный центр Николаевск к Алексею Аполлоновичу Бострому, на тот момент — председателю уездной земской управы и члену губернского земского правления. Через месяц Толстой приехал в Николаевск и передал Бострому вызов на дуэль, от которой тот отказался.
На станции Безенчук 20 августа (1 сентября) 1882 года Толстой, ехавший в поезде Самара — Санкт-Петербург, увидел, как его жена, беременная на шестом месяце, и Бостром садятся в поезд. Он нашёл их в купе 2-го класса и выстрелил в соперника, ранив его. 23 января (4 февраля) 1883 года состоялось судебное заседание, на котором Толстого оправдали, доказав, что выстрел был неумышленным. За две недели до суда родился Алексей Толстой, будущий писатель, который провёл детство в доме своего отчима и до тринадцати лет носил фамилию Бостром. В 1883 году брак Толстых был расторгнут, трое старших детей (Елизавета, Александр и Мстислав) остались у отца.
В 1888 году женился на вдове штабс-ротмистра Вере Львовне Городецкой. Умер в 1900 году в Ницце от инфлюэнции. Похоронен 27 февраля (12 марта) на кладбище Иверского женского монастыря в Самаре.

## Дети
- Елизавета (Лиля; 1874—1940-е гг.), в 1-м браке Рахманинова, во 2-м браке Конасевич; в 1898 г. опубликовала роман «Лида»; после революции жила в Белграде.
- Прасковья (1876—1881)
- Александр (1878—1919), в 1916—1917 гг. виленский губернатор.
- Мстислав (1880—1949), агроном, санкт-петербургский вице-губернатор
- Алексей (1882—1945), писатель, воспитывался отдельно от других детей Николая Александровича и до 13 лет носил фамилию Бостром.

Р. Гуль в своих мемуарах приводит версию о том, что Алексей Толстой был биологическим сыном А. А. Бострома, ссылаясь в подтверждение на других сыновей графа, которые по приведённой им версии отрицательно относились к нему, так как он участвовал в разделе наследства отца. Однако в биографии 2006 года (серия «ЖЗЛ») Алексей Варламов приводит доказательства того, что свидетельство Гуля — всего лишь одна из версий, вызванная, помимо всего прочего, негативным отношением мемуариста к А. Н. Толстому, и на самом деле Алексей Николаевич имел право на фамилию, отчество и титул. Опубликовано письмо графини Александры Толстой от 20 апреля из Петербурга, адресованное Бострому: «Первое и главное, что я почти уверена, что беременна (…) Желать так страстно ребёнка от тебя и получить ребёнка от человека, которого я ненавижу (…) Понимаешь, что теперь все от тебя зависит. Скажешь ты, что не будешь любить его ребёнка, что этот ребёнок не будет нашим ребёнком (…) и я должна буду остаться…». Бостром согласился принять ребёнка, как своего, и графиня бежала из дома мужа.